# 簡上仁

簡上仁（1948年3月5日—），是一位出生於臺灣嘉義大林的民族音樂研究者。他長期致力於臺灣本土音樂之採集、整理、創作及推展工作，於1983年成立「田園樂府」樂團以維護與發揚台灣音樂文化並擔任團長至今，並以「老調與新聲」、「台灣民歌的故事」、「台灣歌謠組曲」、「咱兜咱的歌」、「土地的歌」、「在地的歌在地的感情」等各種主題推廣台灣音樂文化。此外，他也以論述發表、講唱等方式來推廣台灣鄉土音樂文化，足跡遍及國內外，並參與各處研討會，深入社區、校園、公私立機構講唱。再者，他亦赴日本東京、加拿大Edmomton、匈牙利Kecskemét、英國雪菲爾、法國巴黎等地發表論文，也在美國、瑞士、紐澳、英法等國講唱表演。並自2001年以來，先後在中廣寶島網、綠色和平、台北愛樂等電台，製作與主持台灣音樂文化節目，致力社會音樂教育的推廣，其中在中廣播出的《台灣音樂之旅》，榮獲2002年廣播金鐘獎之「非流行音樂節目獎及主持人獎」，受到高度的肯定和鼓勵。他也在公共電視、三立電視及民視，撰述並主持音樂性節目。2017年，在三立電視台播出的《魔法列車DoReMi》節目，入圍第52屆電視金鐘獎「兒童少年節目主持人獎」；2019年，在民視台灣台播出的《福爾摩沙音樂廳》，入圍第54屆電視金鐘獎「自然科學及人文紀實節目主持人獎」。

## 生平

### 早年生涯
1948年，簡上仁出生於大林。後來，他一路求學於嘉義中學、鳳山高中，考上逢甲大學財稅系，並在畢業後任職於財政部關務署。

### 音樂研究生涯
簡上仁早年即利用公餘時間致力於研究臺灣本土音樂。
自財政部關務署提早退休後，他開始全心投入於臺灣本土音樂之學術研究領域。此後，他前往雪菲爾大學進修深造並取得民族音樂學博士學位。
1977年，他以作品《正月調》獲得金韻獎作曲獎。1979年，他參與詩社「陽光小集」之成立，為其創社成員之一。1983年，他成立「田園樂府」並擔任團長，藉著演出等活動在各地推展臺灣本土音樂文化。1984年，他在東京第一屆亞洲詩人大會上發表《台灣民謠與詩歌》。1987年，他參加加拿大台灣文學研究會，發表《走出台灣歌謠的前途─以文學提昇台灣歌謠的氣質》，並應在美台灣同鄉會邀請在美國東岸及西岸巡迴講唱「說唱台灣民謠」及「台灣歌謠史」；同年，他獲得臺灣省政府頒發之「臺灣省社會教育有功人員獎」。
1990年，他成立了自己的音樂工作室，製作出版《台灣的囝仔歌（一）（二）（三）》全集唱片，並獲得新聞局頒發金鼎獎優良唱片獎；同年，他獲得臺北西區扶輪社頒發「職業成就獎」。
1991年，他獲得紐澤西州「關懷台灣基金會」頒發「關懷台灣社會人文獎」；同年八月，他正式發行「田園樂府·樂訊」，內容包括台灣鄉土音樂論述、作品及活動報導等，前後共發行十六期。
1992年，他開始主持公共電視節目《囝仔歌》、《蓬萊鄉土情》，並從事文稿撰述、音樂創作及資料提供等工作；同年，他獲得臺北信義扶輪社頒發「宣揚台灣鄉土文化獎」。
1994年，他應台灣留美學生會邀請前往亞特蘭大大學、德州農工大學、愛荷華大學、威斯康辛大學、俄亥俄大學、密西根大學、瑪琍蘭大學等十所大學，講唱《咱兜咱的歌》《台灣歌謠傳》及《台灣囝仔歌》等主題；同年，他獲得嘉義中學頒發「第一屆省立嘉義中學傑出校友獎」。
1996年，他應台灣國際奧福（Orff）兒童音樂教育學會之邀，巡迴全台十三處講授「台灣童謠的認識與應用」課程，並應美東、美西台灣同鄉會之邀，演出「說唱台灣民謠」。
1997年，他應臺東縣立文化中心之邀，講授並策劃「台灣鄉土音樂的認識與整體應用」研習活動（期間八週，共三十二小時），培訓從事台灣鄉土音樂工作之人才。
1998年，他應美國紐約台灣同鄉會之邀，在紐約台灣會館講唱「十條歌·十個故事」；同年，他在台北縣立文化中心（11月29日）及台北市立社會教育館（12月19日）發表台灣兒童歌唱小劇「鯽仔魚‧欲娶某」（台北縣政府、台北縣文化基金會及台北市立社會教育館）。
1999年，他赴匈牙利參加第十四屆國際柯大宜音樂專題研討會（FOURTEENTH INTERNATIONAL KODALY SIMPOSIUM），發表「民/童謠與語言聲調之研究(Research on Relations Between Language Tones and /Nursery Songs」；同年，他應駐日內瓦經貿文化代表處之邀，在格朗講唱「台灣民謠的生命力」；此外，他還應臺北市北投扶輪社之邀，策劃並講授「台灣歌謠的認識與應用」研習活動（期間十八週，共五十四小時），培訓參與台灣歌謠工作之人才，又應紐西蘭台灣僑民協會之邀，於10月1、2、3日在奧克蘭參加「台灣921賑災募款音樂會」，演出「台灣民謠的活力」、「咱的鄉土咱的歌」及「唱出時代的心聲」。
2000年5月24、27、28日，他應美國聖地牙哥台灣文化中心及南加州台灣會館之邀，講唱「台灣歌謠與發展史」、「台灣民謠的生命力」及「台灣的囝仔歌組曲」；同年12月23日，他應高雄市政府教育局之邀，在高雄市立音樂館發表個人作品音樂會「簡上仁的音樂之旅」。
2001年，他在中國廣播公司主持的「台灣音樂之旅」經廣播電視事業發展基金評定為九十年廣播金鐘獎優良「非流行音樂節目主持人」並獲頒獎狀；同年，他應高雄市政府教育局之邀，在4月22日於高雄市立中正文化中心至德堂發表個人作品音樂會「阿爸的飯包」；此外，他還獲得臺灣省文藝作家協會頒發「廿四屆中興文藝獎章音樂獎」。
2002年，他在中廣主持的「台灣音樂之旅」獲得廣播電視事業發展基金頒發「非流行音樂節目主持人金鐘獎」及「非流行音樂節目金鐘獎」；同年，他獲得國立清華大學頒發「傑出教學獎」。
2004年，他赴法國巴黎參加CHIME第九屆國際民族音樂會議，發表「Hingcun diau－ A Living Tune of Folk Song in Taiwan（一首充滿生命力的台灣民歌曲調 — 恆春調）」；同年，他獲得中華民國青商總會頒發其第十一屆全球華人中華文化藝術薪傳獎。
2005年，他赴英國雪菲爾（Sheffield）参加ICTM第38屆世界民族音樂研討會，發表「The Reconstruction and Revitalization of Taiwanese Folk Songs（台灣民歌的重建與再生）」。
2006年，他獲得嘉義縣大林國民小學頒發「傑出校友獎」。
2007年，他獲得鳳山高中頒發「傑出校友獎」。

## 著作目錄

### 專書
- 《台灣的傳統音樂》，行政院文化建設委員會，2001.12。
- 《台灣福佬語語言聲調與歌曲曲調的關係及創作之研究》，眾文圖書公司，臺北市，2001.2。
- 《台灣鄉土兒歌合唱曲集》，臺北縣立文化中心，1999.6。
- 《老祖先的台灣歌（台灣福佬系民謠）》，國立傳統藝術中心籌備處策劃、漢光文化事業有限公司出版，1998。
- 《台灣的囝仔歌》（一套三冊），自立晚報文化出版部，1996.5，二版一刷。
- 《陳冠華的台灣福佬民間音樂》，行政院文化建設委員會，1992.5。
- 《台灣福佬系民歌的淵源及發展》，自立晚報文化出版部，1991.9。
- 《台灣音樂之旅》，自立報系出版部，1988.6。
- 《心內話—台灣愛情詩歌選輯》，漢藝色研文化事業有限公司，1988.12。
- 《說唱台灣民謠》，1987.6。
- 《臺灣民謠》，臺灣省政府新聞處，1983。（眾文圖書公司，二版五刷，2000.6）。
- 《台灣民俗歌謠》，與林二合編，1977，眾文圖書公司。
- 《大頭仔後生》，曹俊彥繪圖，2015，青林國際出版。[11][12]

### 有聲出版及作品演出
- 《簡上仁的音樂之旅—台灣的歌·阿仁的故事》，2000，高雄市音樂館；2002台東縣文化中心。
- 《台灣兒童歌唱小劇「鯽仔魚·欲娶某」》，台北縣文化基金會、台北縣政府及台北市社教館，1998.11~12。
- 《台灣鄉土兒歌合唱曲集》（CD），台北縣政府，1996.6。
- 《台灣鄉土兒歌合唱曲集》（曲集作品），台北縣立文化中心，1996。
- 《咱兜》曲作·演唱專輯，飛碟唱片，1994。
- 《台灣的囝仔歌（一）》，飛碟唱片，1990。
- 《台灣的囝仔歌（二）》，飛碟唱片，1990。
- 《台灣的囝仔歌（三）》，飛碟唱片，1990。
- 《鄉土新聲》，四海唱片公司，1984。

- 《親情與鄉情》（曲集作品），長橋出版社，1982。
- 《拾回失落的聲音》（演唱專輯），長橋出版社，1982。
- 《當代鄉土歌謠》（曲集作品），金聲唱片，1982。
- 《童年的回憶》（專集唱片），洪建全文教基金會，1981。
- 《台灣年俗歌謠》（系列組曲），新格唱片，1978。

## 獎項紀錄
| 年份   | 頒獎典禮         | 獎項                           | 作品               | 結果 |
| 2001年 | 第36屆廣播金鐘獎 | 非流行音樂節目主持人           | 台灣音樂之旅       | 提名 |
| 2002年 | 第37屆廣播金鐘獎 | 非流行音樂節目主持人           | 台灣音樂之旅       | 獲獎 |
| 2002年 | 第37屆廣播金鐘獎 | 非流行音樂節目                 | 台灣音樂之旅       | 獲獎 |
| 2017年 | 第52屆電視金鐘獎 | 兒童少年節目主持人獎           | 《魔法列車DoReMi》 | 提名 |
| 2019年 | 第54屆電視金鐘獎 | 自然科學及人文紀實節目主持人獎 | 《福爾摩沙音樂廳》 | 提名 |

## 連結
- 簡上仁• 台灣音樂之旅的Facebook專頁
- 田園樂府樂團的Facebook專頁
- 打狗文化探索隊：簡上仁介紹（初稿） （页面存档备份，存于）
- 國立清華大學開放式課程OpenCourseWare(NTHU, OCW) - 台灣歌謠與文化 （页面存档备份，存于）
- 福爾摩沙音樂廳-簡上仁老師主講 （页面存档备份，存于）